# British Standard
British Standards (BS) são os padrões produzidos pelo Grupo BSI, que é incorporado sob uma carta real (e que é formalmente designado como o órgão nacional de padrões (NSB) para o Reino Unido). O Grupo BSI produz Normas Britânicas sob a autoridade da carta, que estabelece como um dos objetivos do BSI: 
- Estabelecer padrões de qualidade para bens e serviços, e preparar e promover a adoção geral dos Padrões Britânicos e cronogramas relacionados a eles e de tempos em tempos para revisar, alterar e corrigir tais padrões e cronogramas conforme a experiência e as circunstâncias exigirem.

Formalmente, conforme declarado em um memorando de entendimento de 2002 entre o BSI e o Governo do Reino Unido , os Padrões Britânicos são definidos como:
- "Normas britânicas" significam normas de consenso formal conforme estabelecido no BS 0-1 parágrafo 3.2 e com base nos princípios de padronização reconhecidos, inter alia, na política de padronização europeia.

-  Memorando de Entendimento entre o Governo do Reino Unido e a British Standards Institution em relação às suas atividades como o National Standards Body do Reino Unido, Departamento de Negócios, Inovação e Habilidades do Reino Unido 
Os produtos e serviços que a BSI certifica como tendo atendido aos requisitos de padrões específicos dentro de esquemas designados recebem o Kitemark . 